# 신도초등학교 (충남)
신도초등학교는 대한민국 충청남도 계룡시에 있는 초등학교다.

## 학교 연혁
- 1929. 04. 01 사립 신도학교 설립(임기창 선생님)
- 1939. 05. 20 두마석계공립심상소학교 개교
- 1941. 04. 01 두마석계공립국민학교로 개칭
- 1946. 02. 25 신도국민학교로 개칭
- 1984. 08. 31 신도국민학교 폐교(44회)
- 2005. 03. 01 신도초등학교 재개교
- 2006. 07. 10 신도국민학교와 통합(45회)
- 2014. 02. 14 신도초등학교 제 52회 졸업 74명(총 5,358명)
- 2014. 03. 01 신도초등학교 18학급(특수학급1학급 포함), 병설유치원 5학급(특수2학급) 편성

## 참고 자료
- 신도초등학교 - 한국교육학술정보원 학교알리미